# Конашо-Лейкс (Пенсільванія)
Конашо-Лейкс (англ. Conashaugh Lakes) — переписна місцевість (CDP) в США, в окрузі Пайк штату Пенсільванія. Населення — 1425 осіб (2020).

## Географія
Конашо-Лейкс розташоване за координатами 41°18′16″ пн. ш. 74°59′34″ зх. д. / 41.30444° пн. ш. 74.99278° зх. д. (41.304373, -74.992887).  За даними Бюро перепису населення США в 2010 році переписна місцевість мала площу 6,99 км², з яких 6,78 км² — суходіл та 0,21 км² — водойми.

## Демографія
Згідно з переписом 2010 року, у переписній місцевості мешкали 1294 особи в 419 домогосподарствах у складі 355 родин. Густота населення становила 185 осіб/км².  Було 544 помешкання (78/км²).
Расовий склад населення:
| - 84,3 % — білих - 8,0 % — чорних або афроамериканців - 1,4 % — азіатів - 1,1 % — корінних американців - 0,4 % — вихідців з тихоокеанських островів - 2,6 % — осіб інших рас |

До двох чи більше рас належало 2,2 %. Частка іспаномовних становила 11,4 % від усіх жителів.
За віковим діапазоном населення розподілялося таким чином: 29,2 % — особи молодші 18 років, 61,5 % — особи у віці 18—64 років, 9,3 % — особи у віці 65 років та старші. Медіана віку мешканця становила 38,5 року. На 100 осіб жіночої статі у переписній місцевості припадало 95,5 чоловіків;  на 100 жінок у віці від 18 років та старших — 94,1 чоловіків також старших 18 років.
Середній дохід на одне домашнє господарство  становив 90 510 доларів США (медіана — 69 886), а середній дохід на одну сім'ю — 92 029 доларів (медіана — 70 729). Медіана доходів становила 60 417 доларів для чоловіків та 31 130 доларів для жінок. За межею бідності перебувало 3,9 % осіб, у тому числі 0,0 % дітей у віці до 18 років та 27,7 % осіб у віці 65 років та старших.
Цивільне працевлаштоване населення становило 546 осіб. Основні галузі зайнятості: науковці, спеціалісти, менеджери — 26,0 %, роздрібна торгівля — 13,7 %, освіта, охорона здоров'я та соціальна допомога — 10,1 %, будівництво — 8,4 %.